# Phreatia vanuatensis
Phreatia vanuatensis là một loài thực vật có hoa trong họ Lan. Loài này được T.Yukawa mô tả khoa học đầu tiên năm 2003.